# August von Gödrich
Pour les articles homonymes, voir Godrich.
August von Gödrich (né le 15 septembre 1859 à Fulnek (actuellement en République tchèque), mort le 16 mars 1942) est un coureur cycliste allemand qui participa aux Jeux olympiques de 1896 à Athènes.
Il participa à la course sur route et en termina deuxième juste derrière le Grec Aristidis Konstantinidis.
Cette épreuve se déroula de Athènes jusqu'à Marathon sur une longueur de 87 km.
Il termina cette course en 3 h 42 min 18 s.

## Palmarès
- 1896
  -  Médaille d'argent de la course en ligne

## Sources
- Bill Mallon, Ture Widlund, The 1896 Olympic Games. Results for All Competitors in All Events, with Commentary, McFarland, 1998, 152 p. (ISBN 978-0-7864-0379-0) (extraits disponibles sur aafla.org)
- Herman De Wael, « Errors in Mallon: Errata of the 1896 Book », 2001 (consulté le 11 janvier 2006)